# Белево
Белево (пол. Bielewo, нім. Bleichen) — село в Польщі, у гміні Кшивінь Косцянського повіту Великопольського воєводства.
Населення — 597 осіб (2011).
У 1975—1998 роках село належало до Лешненського воєводства.

## Демографія
Демографічна структура станом на 31 березня 2011 року:
|          | Загалом | Допрацездатний вік | Працездатний вік | Постпрацездатний вік |
| -------- | ------- | ------------------ | ---------------- | -------------------- |
| Чоловіки | 306     | 80                 | 196              | 30                   |
| Жінки    | 291     | 54                 | 169              | 68                   |
| Разом    | 597     | 134                | 365              | 98                   |